# Pacsuli
A pacsuli (Pogostemon cablin) az árvacsalánfélék családjába tartozó büdösmenta nemzetség leghíresebb képviselője, a róla elnevezett pacsuliolaj alapanyaga. Neve a tamil 'patch' (zöld) és 'ilai' (levél) szavakból származik.

## Származása, élőhelye
A Maluku-szigeteken, Srí Lankán, a Maláj-félszigeten és a Szunda-szigeteken honos, de sokfelé termesztik. Angliába a XIX. század közepén vitték be, és gyorsan a viktoriánus kor illatzacskóinak, potpourri- és parfümillatainak meghatározó összetevőjévé vált.

## Tulajdonságai
Hatvan–kilencven centiméterre növő, puha szőrű cserje vagy félcserje. Szára erős, szőrös. Hosszú nyelű, hegyes, lecsüngő levele széles, tojásdad, 30–35 cm hosszú, fűrészes szélű, puha szőrű. Virága fehér-piros (fehér-lila). Termése makkocska.

## Felhasználása
Leginkább pacsuliolaj előállítására használják, de molyirtónak is jó. Hajtáscsúcsaiból és rügyeiből a reumás fájdalmakat enyhítő fürdőket készítenek.